# Романюк Марія Панасівна
Марія Панасівна Романюк (1918 — ?) — українська радянська діячка, вчителька, директор Семенівської неповної середньої школи Білогірського району Кам'янець-Подільської (Хмельницької) області. Депутат Верховної Ради УРСР 2-го скликання.

## Біографія
У 1937 році закінчила учительський інститут, здобула педагогічну освіту. Працювала вчителькою.
Під час німецько-радянської війни перебувала у евакуації в Алтайському краї РРФСР, де працювала у колгоспі.
З 1944 року — вчителька природознавства та хімії, директор Семенівської неповної середньої школи Білогірського району Кам'янець-Подільської (Хмельницької) області.

## Нагороди
- медалі